# Premana
Premana est une commune italienne de la province de Lecco, dans la région Lombardie.

## Administration
| Période                                  | Période | Identité | Étiquette | Qualité |
| ---------------------------------------- | ------- | -------- | --------- | ------- |
|                                          |         |          |           |         |
| Les données manquantes sont à compléter. |         |          |           |         |

### Communes limitrophes
Casargo, Delebio, Gerola Alta, Introbio, Pagnona, Pedesina, Primaluna, Rogolo.

## Sports
Le village accueille le Giir di Mont, épreuve de skyrunning créée en 1961.